# Марсай Мартін
Кайла Марсай Мартін (нар. 14 серпня 2004, Плейно, Техас) — американська актриса. Вона відома своєю роллю Дайан Джонсон у ситкомі ABC «Темніють» (2014—2022) і головною роллю 13-річної Джордан у комедійному фільмі «Мала».

## Біографія
Мартін народилася в Плейно, штат Техас, у родині Керол і Джошуа Мартінів. Акторська кар'єра Марсаї почалася після гламурного фото, на яке фотограф надав батькам Мартін знижку в обмін на обіцянку її батька, що він надасть фотографії в агентства талантів. Фотографії були розіслані чотирьом агентствам, і одне відразу ж підписало її. У п'ять років Мартін зняла свій перший національний рекламний ролик для Choice Hotels. У 2013 році її родина переїхала до Лос-Анджелес, щоб вона могла продовжити акторську кар'єру.

## Фільмографія

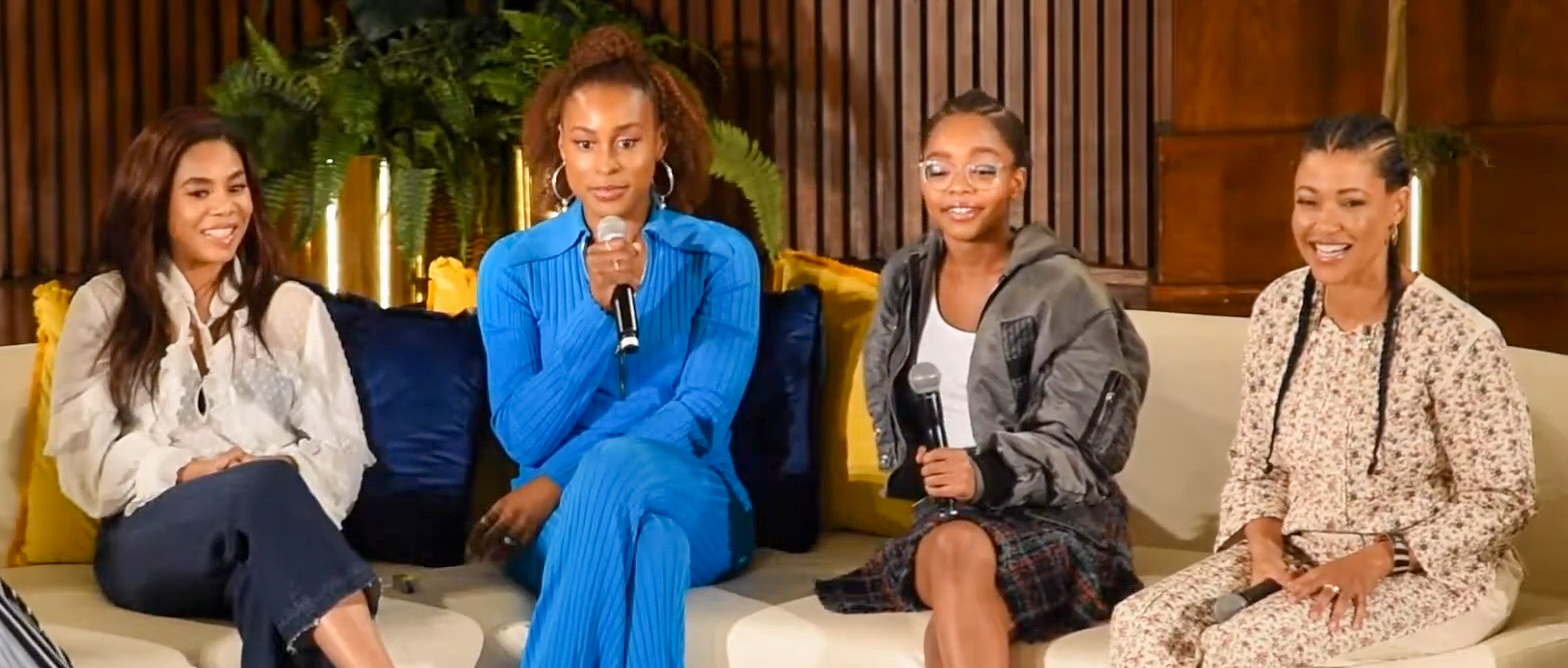

| Рік       |   | Українська назва                                                  | Оригінальна назва                                     | Роль |
| --------- | - | ----------------------------------------------------------------- | ----------------------------------------------------- | ---- |
| 2014—2022 | с | Темніють                                                          |                                                       |      |
| 2015—2016 | с | Голді та Ведмідь                                                  | Goldie & Bear                                         |      |
| 2016      | с | Шоу містера Пібоді та Шермана                                     | The Mr. Peabody & Sherman Show                        |      |
| 2016      | ф | Ніна                                                              | Nina (2016 film)                                      |      |
| 2016      | ф | Історія американської дівчини – Мелодія 1963: Любов має перемогти | An American Girl Story – Melody 1963: Love Has to Win |      |
| 2016—2019 | с | Елена з Авалору                                                   | Elena of Avalor                                       |      |
| 2017      | ф | Весела мамина вечеря                                              | Fun Mom Dinner                                        |      |
| 2018      | с | Незламна Кіммі Шмідт                                              |                                                       |      |
| 2019      | с | Змішаний                                                          | Mixed-ish                                             |      |
| 2019      | с | Скетч-шоу чорношкірої леді                                        | A Black Lady Sketch Show                              |      |
| 2019      | ф | Мала                                                              |                                                       |      |
| 2019—2020 | с | Вампірина                                                         |                                                       |      |
| 2019—2022 | с | Вершники-рятувальники                                             | DreamWorks Dragons: Rescue Riders                     |      |
| 2021      | ф | Неприборканий дух                                                 | Spirit Untamed                                        |      |
| 2021      | ф | Щенячий патруль у кіно                                            |                                                       |      |
| 2022      | с | Горда родина: голосніше та гордіше                                | The Proud Family: Louder and Prouder                  |      |
| 2022      | ф | Фентезі-футбол                                                    | Fantasy Football (film)                               |      |
| 2023      | ф | Щенячий патруль: Могутній фільм                                   | Paw Patrol: The Mighty Movie                          |      |
| 2023      | ф | Хороший бургер 2                                                  | Good Burger 2                                         |      |
| 2024      | с | Гарні часи: знову чорний                                          | Good Times: Black Again                               |      |
| 2024      | с | Лего Зоряні війни: Відбудуйте Галактику                           | Lego Star Wars: Rebuild the Galaxy                    |      |